# Giovanni Arcimboldi

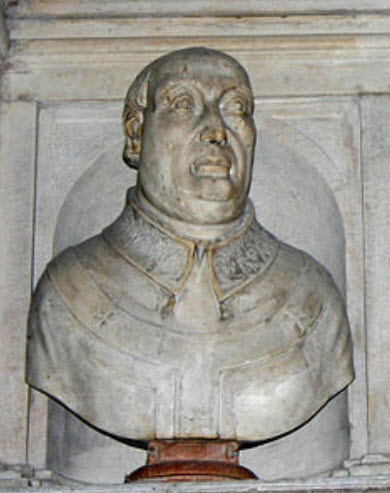
Büste von Kardinal Giovanni Arcimboldi im Mailänder Dom

Wappen von Kardinal Giovanni Arcimboldi

Giovanni Arcimboldi (* 1430 in Parma; † 2. Oktober 1488 in Rom)  war ein italienischer Bischof und Kardinal.

## Leben
Giovanni Arcimboldi wurde 1421 oder 1426 in Parma oder Mailand geboren. Er war der Sohn von Nicolò Arcimboldo (maestro delle Entrate Straordinarie (Beamter für außerordentliche Steuern) von Filippo Maria Visconti) und Orsina Canossa (aus der Familie der Markgräfin Mathilde von Tuszien).
Nach Studien in Pavia promovierte er im Jahre 1458 in utroque iure (Zivil- und Kanonisches Recht).
Als junger Mann schon heiratete er Briseide Pietrasanta, und das Paar bekam eine Tochter, Briseide Arcimboldi. Später zeugte er auch neun uneheliche Kinder.
Im Juli 1458 gewann er mit Unterstützung von Francesco I. Sforza, Zugang zu Mailands renommiertem Collegio di Giureconsulti. Später wurde er Senator des Herzogtums Mailand. Danach schickte Francesco I. Sforza ihn als Botschafter zum Heiligen Stuhl in Rom.
Nach dem Tod seiner Frau wandte er sich der Kirche zu. Im September 1461 erhielt er die vier niederen Weihen, und im September 1466 erhielt er vom Suffraganbischof von Mailand die Weihe zum Subdiakon. Im Oktober 1466 ernannte Papst Paul II. ihn zum Apostolischen Protonotar. Zu dieser Zeit wurde er auch Kanoniker der Kathedralen von Pavia und Piacenza.
Am 20. November 1468 wurde er zum Bischof von Novara gewählt. Er nahm im Mai 1469 Besitz von dem Bistum, wurde aber einige Tage später von Galeazzo Maria Sforza abberufen, um ihm als Botschafter bei Papst Sixtus IV. zu dienen. Er bekleidete dieses Amt von Mai 1472 bis Februar 1473.
Beim Konsistorium vom 7. Mai 1473 erhob ihn Sixtus IV. zum Kardinalpriester und wies Arcimboldi am 17. Mai als Titelkirche Santi Nereo e Achilleo zu. Am 24. November ging er nach Rom und empfing am 10. Dezember den Kardinalshut. Der Papst ernannte ihn daraufhin zum Kardinalpräfekten der Apostolischen Signatur, ein Amt, das er bis zu seinem Tode bekleidete. Am 31. Mai 1476 wurde er wegen der Abwesenheit des Kardinals Jacopo Piccolomini-Ammannati vorübergehend zum Kämmerer des Heiligen Kardinalskollegiums gewählt. Er entschied sich am 30. Dezember 1476 für die Titelkirche Santa Prassede.
Am 15. Januar 1477 ernannte Papst Sixtus IV. ihn zum Legaten a latere in Perugia. Am 7. Februar 1477 wurde seine Legation auf das Königreich Ungarn, das Heilige Römische Reich und das Königreich Böhmen ausgeweitet.
Vom 19. Mai bis 5. Juni 1482  diente er erst vorübergehend wieder als Kämmerer des Heiligen Kardinalskollegiums und dann für die gesamte Amtszeit, vom 15. Januar 1483 bis zum 19. Januar 1484. Am 15. November 1483 ernannte ihn Papst Sixtus IV. zum zweiten Mal zum Legaten in Perugia.
Nach dem Tode Papsts Sixtus IV. nahm Arcimboldi am Konklave von 1484 teil, welches Papst Innozenz VIII. wählte. Im Konsistorium vom 23. September 1484 bestätigte Papst Innozenz VIII. Arcimboldis Ernennung zum Legaten für Perugia. Am 11. Oktober 1484 reiste er nach Perugia ab und kehrte am 15. Januar 1485 nach Rom zurück.
Inzwischen, am 25. Oktober 1484, übernahm er das Erzbistum Mailand. Am 12. November erhielt er das Pallium und nahm am 1. Januar 1485 mittels eines Prokurators (Antonio Griffi) Besitz von seinem Erzbistum.
Giovanni Arcimboldi starb in Rom am 2. Oktober 1488 und wurde in Sant’Agostino in Campo Marzio beigesetzt.